# Burg Dobrá Voda
Die Burg Dobrá Voda (slowakisch hrad Dobrá Voda oder Dobrovodský hrad; deutsch auch Burg Gutstein oder Burg Guttenstein) ist die Ruine einer Höhenburg unweit der Gemeinde Dobrá Voda im Okres Trnava in der Westslowakei. Die Burg liegt in den Kleinen Karpaten oberhalb eines kleinen Gebirgskessels.
Die frühgotische Burg entstand im 13. Jahrhundert an der Stelle einer älteren Burgstätte und war eine Wehrburg für einen der Passübergänge durch die Kleinen Karpaten. Die königliche Burg wurde erstmals 1316 erwähnt. 1394 erhielt Stibor von Stiborice die Burg, und sein Geschlecht behielt sie bis zum Aussterben im Jahr 1434, danach kam sie nach einer Unterbrechung zum Geschlecht Országh, das die Burg von 1436 bis 1567 behalten sollte. Zum ursprünglichen einstöckigen Palas mit zwei Türmen und einer Bastei östlich des Palas wurde während der Herrschaft von Országhs eine große Bastei an der westlichen Seite hinzugebaut. Nach dem Aussterben dieser Familie wurde die Wehranlage nach mehreren Besitzerwechseln im späten 16. Jahrhundert Gut der Familie Erdődy. Wegen der ständigen Gefahr durch osmanische Überfälle wurde eine große Vorburg mit einem wirtschaftlichen Teil, inklusive einer Mühle, gebaut, weitere Ausbaumaßnahmen sorgten dafür, dass die Burg durch Passieren von drei Serpentinen und vier Toren erreichbar war. Doch die Instandhaltung wurde bereits im 17. Jahrhundert vernachlässigt, auch weil die gewinnorientierte Verwaltung des Herrschaftsgebiets städtische Palais und Schlösser bevorzugte. Die schon im maroden Zustand befindliche Burg wurde während des Rákóczi-Aufstandes im frühen 18. Jahrhundert beschädigt, der Niedergang wurde durch einen Brand nach einem Blitzschlag im Jahr 1762 fast vollendet, sodass sich im späten 18. Jahrhundert hier nur ein Gefängnis für Untertanen befand. Die Burg ist seither eine Ruine und der Wald bedeckt das Burgareal. 